# Leistungsklasse A 1995/96
Die Saison 1995/96 der Leistungsklasse A war die siebente Austragung der höchsten Spielklasse im Schweizer Fraueneishockey und zugleich die zehnte Schweizer Meisterschaft. Den Titel gewann zum dritten Mal in der Vereinsgeschichte die Frauenmannschaft des SC Lyss. Der DHC Langenthal stieg in die Leistungsklasse B ab und wurde durch den Sieger der zweiten Spielklasse, den SC Reinach, ersetzt.
Um das Spielniveaus dauerhaft zu heben, wurde die Schweizer Frauen-Meisterschaft vor der Saison 1995/96 in drei Klassen eingeteilt: 6 Teams in der LKA, 6 Teams in der LKB und die LKC wurde in drei Gruppen mit insgesamt 20 Teams regional aufgeteilt.

## Tabelle
Abkürzungen:S = Siege, U= Unentschieden, N = Niederlagen
| Rang | Verein                     | Spiele | S  | U | N  | Tore    | Punkte |
| ---- | -------------------------- | ------ | -- | - | -- | ------- | ------ |
| 1.   | SC Lyss                    | 20     | 20 | 0 | 0  | 171:051 | 40     |
| 2.   | EHC St. Gallen             | 20     | 14 | 2 | 4  | 142:063 | 30     |
| 3.   | EHC Bülach                 | 20     | 10 | 1 | 9  | 092:078 | 21     |
| 4.   | EV Zug                     | 20     | 8  | 1 | 11 | 071:092 | 17     |
| 5.   | SC Weinfelden-Schaffhausen | 20     | 5  | 0 | 15 | 060:129 | 10     |
| 6.   | DHC Langenthal             | 20     | 1  | 0 | 19 | 043:164 | 2      |